# صلیب (فیلم ۲۰۰۹)
«صلیب» (انگلیسی: The Cross (2009 film)) فیلمی در ژانر مستند است که در سال ۲۰۰۹ منتشر شد.